# Фёдоров, Владимир Дмитриевич (атомщик)
Владимир Дмитриевич Фёдоров (5 сентября 1930 — 3 июня 2017)— советский и российский химик и физик-ядерщик, заслуженный работник атомной промышленности РФ.

## Биография
Родился 5 сентября 1930 г. в г. Катта-Курган (Узбекистан).
Окончил Горьковский университет (1953).
Работал во ВНИИХТ (ВНИИ химической технологии): инженер, м.н.с, с.н.с, начальник лаборатории, технический директор отделения редких металлов, начальник отдела ядерно-чистых конструкционных материалов, научный руководитель отделения высокотемпературных процессов.
Кандидат (1957), доктор (1968) технических наук. Профессор.
Специалист в области химии и технологии чистых соединений урана и редких металлов, автор более 300 научных работ и 60 изобретений в области экстракционной технологии урана, технологии циркония, гафния, кальция, тантала, ниобия, особо чистых фторидов, нашедших применение в промышленности.
Разработчик экстракционной технологии аффинажа урана (1965), используемой до сих пор.
Умер 3 июня 2017 года.

## Награды и звания
Заслуженный работник атомной промышленности РФ (2017). Награждён медалью ордена «За заслуги перед Отечеством» 2 степени